# ستيف ريس
ستيف ريس (بالإنجليزية: Steve Reese)‏ هو لاعب كرة قدم ومدرب كرة قدم أمريكي في مركز حراسة المرمى، ولد في 8 أكتوبر 1980 في سايلم في الولايات المتحدة. لعب مع بولتيهنيكا تيميسوارا.